# Lioscincus
Lioscincus – rodzaj jaszczurek z podrodziny Lygosominae w obrębie rodziny scynkowatych (Scincidae).

## Rozmieszczenie geograficzne
Rodzaj obejmuje gatunki występujące na Nowej Kaledonii.

## Systematyka
Rodzaj zdefiniował w 1873 roku portugalski zoolog José Vicente Barbosa du Bocage w artykule zatytułowanym O nowych jaszczurach z Nowej Kaledonii i Australii, opublikowanym w czasopiśmie „Jornal de Sciencias Mathematicas, Physicas e Naturaes”. Gatunkiem typowym jest (oznaczenie monotypowe) L. steindachneri.

### Etymologia
Lioscincus: gr. λειος leios ‘gładki’; σκιγκος skinkos lub σκιγγος skingos ‘rodzaj jaszczurki, scynk’ .

### Podział systematyczny
Do rodzaju należą następujące gatunki:
- Lioscincus steindachneri Bocage, 1873
- Lioscincus vivae Sadlier, Bauer, Whitaker & Smith, 2004